# フェアライトCMI

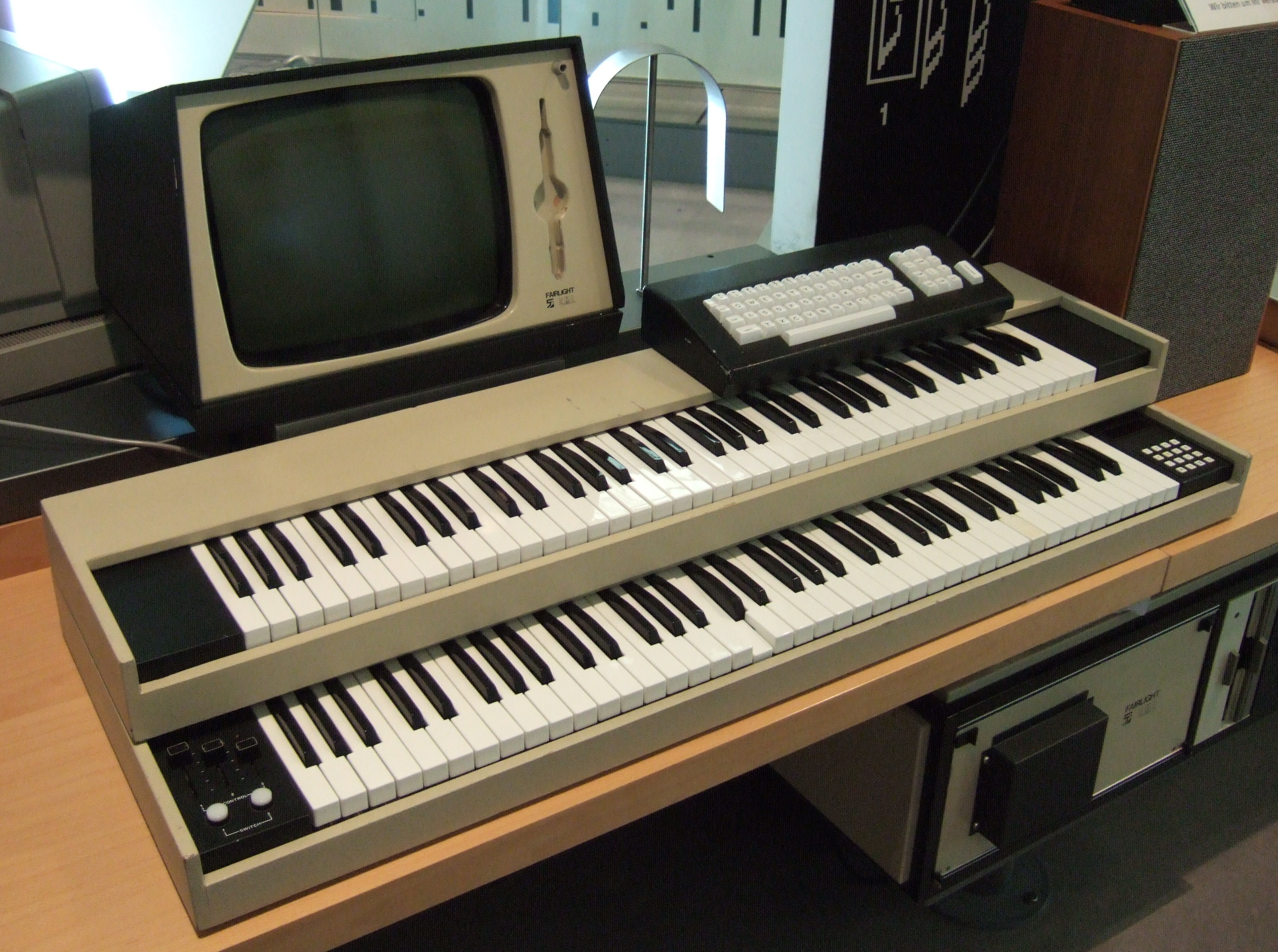
フェアライトCMI

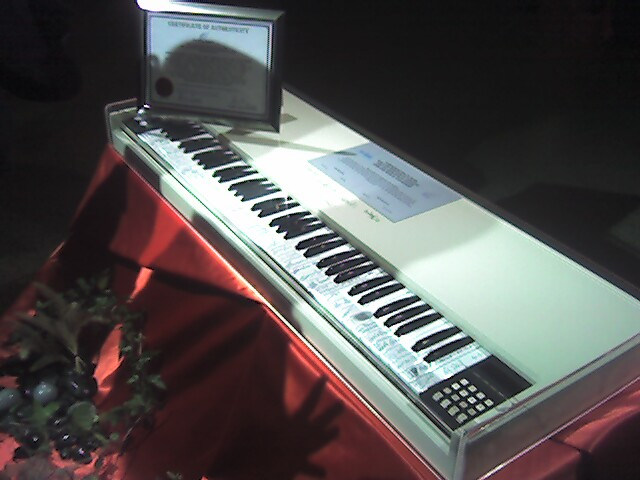
フェアライトCMI・キーボード

フェアライトCMI（Fairlight CMI）は、オーストラリアのフェアライト社が1979年に発表、1980年に発売した電子楽器（シンセサイザー）。CMIは「Computer Musical Instrument」の略。

## 時代背景
1980年代初頭より、音楽製作の場においてデジタル技術の導入が盛んに行われるようになった。その大きな流れの先頭にあったのがフェアライト社が開発した『フェアライトCMI』と、ニューイングランドデジタル社が開発した『シンクラヴィア』である。両者は単なる個別の機材のデジタル化を超え、音楽制作のワークフローを1台で完結するDAWの原型に相当するコンピュータシステムとして開発され、開発当時としては世界で最も高度かつ高価な機材であった。このような統合型の機材は、多額の制作費が掛けられる一流のアーティストや制作会社が所有するか、あるいはレンタルスタジオに設置されていたようである。パーソナルコンピュータが台頭し始めた時代にあって、21世紀を志した非常に先進的なコンセプトで開発されていたが、1980年代末より音に暖かみのあるアナログ機材を再評価する動きが世界的に顕在化したことと、KORGのM1やAKAIのMPCシリーズ等のコストパフォーマンスの高いPCM音源やサンプラーが普及し始め、それら複数の機材をパーソナルコンピュータやシーケンサーで統合制御することが可能になったことで、1990年代初頭までには利用されなくなっていった。

## 歴史
フェアライトCMIは、当時大学生だったキム・ライリーとピーター・ヴォーゲルの二人によって発明された。後にライリーはフェアライト社を設立する。基本システムはOS-9、CPUはモトローラの6800（1983年発売のシリーズIIxからは6809）を2つ使用していた。サンプラーと倍音加算方式シンセサイザー（最大同時発音数は8音）、簡易シーケンサー機能を有しており、CRT画面にライトペンを当てて波形を直接書き込むことができるなど、ユニークな機能を有していた。これらの機能は現在のDTMのベースとされている。また、英文ワープロとしても使用できた。
サンプリングの性能はシリーズIの場合、サンプリング分解能が8ビット、サンプリング周波数が最大30.2kHzと、現在のサンプラーと比較すると低いものであるが、アート・オブ・ノイズはそれを逆手にとって独特の音を作り出していた。CMIによる代表的なサウンドセットとして「オーケストラル・ヒット」と呼ばれる音色が存在する。これは、管楽器を含むオーケストラの全パートが主音程をヒットさせるアンサンブルの再現であるが、実際には電子楽器を得意とする数々の音楽家や音楽プロデューサーが楽曲に使用して広く普及した。現在では1980年代の録音作品を中心にその音色を確認できるほか、多くのシンセサイザーのプリセットとして定着する形で類似した波形が組み込まれている。
1985年に発売されたシリーズIIIではサンプリング分解能を16ビット、サンプリング周波数を44.1kHz（最高で100kHzまで可能）と、CD-DA並みに向上させた。
発売当時の価格は1200万円で、世界中のプロミュージシャンたちがこぞってフェアライトCMIを購入し、フェアライト社はオーストラリア政府の全面バックアップのもと隆盛を極めていた。しかし、時代が進むにつれ高音質のサンプラーやPCM音源のシンセサイザー、PCを使用した高機能のMIDIシーケンサー、ProToolsをはじめとするデジタルオーディオワークステーションといったコストパフォーマンスに勝る電子楽器に取って代わられることになる。
フェアライトCMIは8ビットサンプリング、2基の8インチフロッピーディスクドライブを搭載。重さは本体が約30kg、他にグリーン・モニターと入力用のアルファ・ニューメリックキーボード、そして専用鍵盤キーボードが付属されていた。
84年末頃からMIDI改造版（改造費に約100万円必要）に対応してからは、一部のユーザーは付属の専用キーボードを使用しなくなり、DX-7などで対応し始めた。但しローランド製のキーボードをマスター・キーボードにすると、ローランド社のキーノートオフの設定がYAMAHA製と逆設定だったため、キーON時（鍵盤を押すタイミングのこと）に音が出ず、キーOFF時（鍵盤を離すタイミングのこと）に音が出るというクセがあった。このクセは、CMIの最後のページに隠されていた外部使用キーボードの会社名の設定を変更することで対応が可能だったが、この使用方法は当時でもかなりマニアックな方法であった。
2基のディスク・ドライブの内1基はOS用、ドライブ2は、サンプルのデータ保存用だった。内部メモリーは一時的なデータ貯蔵のみ。30.2kHzのサンプリング周波数レートだったため、設計上の実効音声周波数レートとしては16kHz程度であるが、実際には高域感はなく、中・低域に特徴のあるサンプリングマシーンだった。しかし、特徴的な音質だったので、後発機器では再現の出来ない音圧があった。
また、初期はモノラルサンプリングで、ステレオサンプリングはフェアライトIIIからだった。フェアライトCMIは音声出力としてモノアウト1個と、8個の単独音声出力を装備。各単独音声出力はモノフォニックだった。フェアライトIIIからはステレオ出力と16個の単独音声出力が装備されていた。
CMIの特徴として、PAGE-7の音声EDIT内にサンプリング・マシーンとしては異例のポルタメント機能が装備されており、サザンオールスターズのアルバム『KAMAKURA』に収録されている「Computer Children」の間奏ブレーク部分でオケ全体をサンプリングしたポルタメント演奏を聞くことが出来る。
2011年のWinter NAMMにおいて、ヴォーゲルは2009年に自ら設立したFairlight Instruments社から「Fairlight CMI-30A 30th Anniversary Edition」を発表した。システムとしてはオリジナルと違いWindows PCベースであるが、その分パワーは現代の技術に沿ったものとなっている。液晶ディスプレイを使用し、テンキーがあった場所にはiPodのスペースが設けられており、波形編集が可能。最大同時発音数は24音で、シーケンサーは24トラック仕様となっている。その一方で、オリジナルのフェアライト独特のサウンドも出せる様に、わざとスペックを下げて使用する事も可能になっている。また、筐体もオリジナルをかなり忠実に再現している。但し本製品は100台のみの限定生産である。価格は20,000オーストラリアドル。
同時にヴォーゲルは、iPhone及びiPad用アプリ版フェアライトCMI「Fairlight for iPhone/iPad」も開発しており、2011年3月にリリースされた。通常版とプロ版がある。このアプリは、ヴォーゲルが社名をPeter Vogel Instrumentsと改めたのに伴い、2012年7月12日のアップデートを以て「Peter Vogel CMI」と改名された。

### 日本への導入
日本で最初に同機を購入したのは、安西史孝（1958年11月16日 - ）率いるTPOで、シドニーのフェアライト社まで直接買い付けに行ったという（日本搬入時、税関に本機を「楽器」と説明するのに大変苦労したという逸話がある）。その当時のヴァージョンはまだシリーズIで、同機の売りの一つである簡易シーケンサー・ページRはまだなかった。フェアライトCMIをメインの楽器に据えたTPOは、同じくフェアライトCMIをメインの楽器に据えたバンドであるアート・オブ・ノイズのデビューよりも1年早い1983年にデビューアルバムである『TPO1』を発売した。
日本で輸入販売が始まったのは1982年発売のシリーズIIからで、松下電器貿易が輸入を、販売は大阪のナニワ楽器（現イーフロンティア）が担当していた。
安西史孝が音楽を手がけた映画『うる星やつら オンリー・ユー』、松任谷由実の『REINCARNATION』、久石譲が音楽を手がけた映画『風の谷のナウシカ』や『天空の城ラピュタ』、坂本龍一の『音楽図鑑』や『未来派野郎』にもフェアライトCMIが使用されている。坂本は1986年中盤からフェアライトCMIの後継機であるフェアライトIIIに使用を切り替え始めたが、AKAI製のサンプラーが登場し始めた頃からポジションを失い始めた。松任谷由実は『ダイアモンドダストが消えぬまに』からシンクラヴィアでの制作に移行している。いずれにしても80年代から90年代初頭にかけて全盛期を誇った。

## 日本でフェアライトCMIを所有していた著名人
- 東祥高
- 天野正道
- 岩崎工
- 加藤和彦
- 小久保隆
- 鷺巣詩郎
- 坂本龍一
- 佐久間正英
- 関島雅樹
- ジャガー
- 東海林修
- 鈴木康博
- 冨田勲
- 久石譲
- 藤井丈司
- 船山基紀
- 松浦雅也（PSY・S）
- 矢島賢
- 吉川洋一郎

その他に、ビデオプロダクションの音楽、効果音用としてアド・ビデオ北海道、日本大学芸術学部、コンピュータースクールのメロン、御徒町CMSスタジオが所有していたことがある。